# Try Again
Try Again (englisch für „versuch’s nochmal“) ist ein Lied der US-amerikanischen R&B-Sängerin Aaliyah. Der Song ist die erste Singleauskopplung des Soundtracks zum Film Romeo Must Die und wurde am 22. Februar 2000 veröffentlicht. Später erschien Try Again auch auf der internationalen Version ihres dritten Studioalbums Aaliyah.

## Inhalt
In Try Again singt Aaliyah aus der Perspektive einer Frau, die sich seit Kurzem mit einem Mann zum Dating trifft. Dabei ermutigt sie ihn, sein Werben nicht zu schnell aufzugeben, sondern die Gefühle entstehen zu lassen und es erneut zu versuchen. Sie selbst sei sich noch nicht sicher, wohin sich ihre Bekanntschaft entwickelt und benötige noch weitere Treffen um herauszufinden, ob sie eine gemeinsame Zukunft haben. Am Anfang und Ende ist Produzent Timbaland zu hören, der den Song als „geiles Lied zum Tanzen“ preist.

’Cause if at first you don’t succeed

You can dust it off and try again

Dust yourself off and try again, try again

## Produktion
Der Song wurde von dem US-amerikanischen Musikproduzenten Timbaland produziert, der zusammen mit Stephen Garrett auch als Autor fungierte.

## Musikvideo
Bei dem zu Try Again gedrehten Musikvideo, das im März 2000 auf MTV Premiere feierte, führte der US-amerikanische Regisseur Wayne Isham Regie. Es verzeichnet auf YouTube über 42 Millionen Aufrufe (Stand Februar 2021).
Zu Beginn betritt der Schauspieler Jet Li, der neben Aaliyah die Hauptrolle im zugehörigen Film Romeo Must Die spielt, einen verspiegelten Raum. Kurz darauf ist Aaliyah zu sehen, die in einer halbdunklen Halle, leicht bekleidet, gemeinsam mit einigen anderen Tänzern eine Choreografie tanzt. Später befindet sie sich zusammen mit Jet Li im Spiegelsaal und singt den Song, während er Kampftechniken zeigt. Auch Produzent Timbaland ist kurz am Anfang und Ende des Videos zu sehen.
Bei den MTV Video Music Awards 2000 gewann das Musikvideo die Preise in den Kategorien Best Female Video sowie Best Video from a Film und war zudem in der Kategorie Best Choreography nominiert.

## Single

### Covergestaltung
Das Singlecover zeigt eine Schwarz-weiß-Aufnahme von Aaliyahs Gesicht, wobei die vom Betrachter aus gesehen rechte Gesichtshälfte durch ihre Haare verdeckt ist. Im rechten Bildteil befinden sich, von oben nach unten geschrieben, die weißen Schriftzüge Aaliyah und Try Again sowie dazwischen, in Rot und horizontal geschrieben, der Schriftzug Romeo Must Die auf schwarzem Hintergrund.

### Titelliste
1. Try Again – 4:04
2. Try Again (Timbaland Remix) – 4:59
3. Try Again (D’Jam Hassan Remix) – 5:28
4. Try Again (Instrumental) – 4:43

### Chartplatzierungen
Try Again stieg am 5. Juni 2000 auf Platz 50 in die deutschen Charts ein und erreichte fünf Wochen später mit Rang fünf die beste Platzierung, auf der es sich drei Wochen lang hielt. Insgesamt konnte sich der Song 18 Wochen in den Top 100 halten, davon sechs Wochen in den Top 10. Dagegen belegte das Lied in den Vereinigten Staaten die Chartspitze. Ebenfalls die Top 10 erreichte Try Again unter anderem in den Niederlanden, im Vereinigten Königreich, in Norwegen, Belgien, der Schweiz und Australien. In den deutschen Jahrescharts 2000 belegte die Single Position 40.
| ChartsChartplatzierungen       | Höchstplatzierung | Wochen |
| ------------------------------ | ----------------- | ------ |
| Deutschland (GfK)              | 5 (18 Wo.)        | 18     |
| Österreich (Ö3)                | 19 (9 Wo.)        | 9      |
| Schweiz (IFPI)                 | 8 (33 Wo.)        | 33     |
| Vereinigte Staaten (Billboard) | 1 (32 Wo.)        | 32     |
| Vereinigtes Königreich (OCC)   | 5 (15 Wo.)        | 15     |

| ChartsJahrescharts (2000)      | Platzierung |
| ------------------------------ | ----------- |
| Deutschland (GfK)              | 40          |
| Vereinigte Staaten (Billboard) | 12          |
| Schweiz (IFPI)                 | 37          |

| ChartsJahrescharts (2000–2009) | Platzierung |
| ------------------------------ | ----------- |
| Vereinigte Staaten (Billboard) | 98          |

### Auszeichnungen für Musikverkäufe
Try Again wurde noch im Erscheinungsjahr für mehr als 250.000 Verkäufe in Deutschland mit einer Goldenen Schallplatte ausgezeichnet. Im Vereinigten Königreich erhielt der Song 2023 für über 400.000 verkaufte Einheiten eine Goldene Schallplatte.

| Land/Region                  | Auszeichnungen für Musikverkäufe (Land/Region, Auszeichnung, Verkäufe) | Verkäufe |
| ---------------------------- | ---------------------------------------------------------------------- | -------- |
| Australien (ARIA)            | Platin                                                                 | 70.000   |
| Belgien (BRMA)               | Gold                                                                   | 25.000   |
| Deutschland (BVMI)           | Gold                                                                   | 250.000  |
| Neuseeland (RMNZ)            | Gold                                                                   | 5.000    |
| Vereinigtes Königreich (BPI) | Gold                                                                   | 400.000  |
| Insgesamt                    | 4× Gold · 1× Platin ·                                                  | 750.000  |

Bei den Grammy Awards 2001 wurde Try Again in der Kategorie Best Female R&B Vocal Performance nominiert, unterlag jedoch dem Song He Wasn’t Man Enough von Toni Braxton.